# China Three Gorges Corporation
Die China Three Gorges Corporation (CTG, chinesisch 中国长江三峡集团公司, Pinyin Zhōngguó Chángjiāng Sānxiá Jítuán Gōngsī) ist ein staatliches chinesisches Energieversorgungsunternehmen, gegründet am 27. September 1993. Das Unternehmen baute und leitet das Drei-Schluchten-Talsperre-Projekt, dessen Bau am 14. Dezember 1994 begann, sowie weitere Staudämme am Jangtsekiang und dessen Oberläufen (Gezhouba-, Xiangjiaba-, Xiluodu-, Baihetan- und Wudongde- Talsperren).
CTG (früher China Yangtze Three Gorges Project Development Corporation) ist eines der weltgrößten Energieversorgungsunternehmen mit einer Bilanzsumme von 280,98 Milliarden RMB (2009).
Am 28. August 2020 veröffentlichte das US-Verteidigungsministerium die Namen weiterer „kommunistischer chinesischer Militärunternehmen“, die direkt oder indirekt in den USA tätig sind. CTG wurde in die Liste aufgenommen.

## Beteiligung an EDP
Ende 2011 übernahm CTG für 2,69 Mrd. Euro 21,35 % des portugiesischen Stromversorgers Energias de Portugal (EDP) aus Staatsbesitz. Sie erhielt den Zuschlag im Rennen mit der deutschen E.ON und der brasilianischen Eletrobrás und will mittelfristig weitere ca. 8 Mrd. Euro in die EDP investieren.
Im Mai 2018 unterbreitet die CTG ein Übernahmeangebot. Die CTG will ihre bestehende Beteiligung auf mindestens 50 % plus eine Aktie erhöhen.